# Подгора (Полтавская область)
Подгора (укр. Підгора) — село, Подгоринский сельский совет, 
Кобелякский район, Полтавская область, Украина.
Код КОАТУУ — 5321885801. Население по переписи 2001 года составляло 511 человек.
Является административным центром Подгоринского сельского совета, в который, кроме того, входит село Чкалово.

## Географическое положение
Село Подгора находится на правом берегу реки Кобелячка, которая через 2 км впадает в реку Ворскла, на противоположном берегу — город Кобеляки.
Рядом проходит автомобильная дорога Р-52.

## Происхождение названия
На территории Украины 2 населённых пункта с названием Подгора.

## Экономика
- ООО АФ «Прапор».